# Deua National Park
Deua National Park är en park i Australien. Den ligger i delstaten New South Wales, i den sydöstra delen av landet, omkring 260 kilometer sydväst om delstatshuvudstaden Sydney. Deua National Park ligger 433 meter över havet.
Runt Deua National Park är det glesbefolkat, med 9 invånare per kvadratkilometer.. 
I omgivningarna runt Deua National Park växer i huvudsak städsegrön lövskog. Genomsnittlig årsnederbörd är 1 103 millimeter. Den regnigaste månaden är februari, med i genomsnitt 168 mm nederbörd, och den torraste är juli, med 26 mm nederbörd.